# Provo Wallis
Pour les articles homonymes, voir Wallis.
Provo William Parry Wallis,né le 12 avril 1791, à Halifax et mort le 13 février 1892 à Funtington (en), est un amiral britannique de la Royal Navy qui fut élevé au rang Admiral of the fleet. le grade le plus élevé dans la marine britannique. Sa carrière, longue et distinguée, est marquée par plusieurs faits d'armes, notamment sa participation à la Guerre de 1812.

## Biographie
Il participe à la guerre anglo-américaine de 1812 (combat de la Shannon et de la Chesapeake) et à la guerre des Pâtisseries.
La Wallis House (en) située à Ottawa est nommée d'après lui.

## Carrière Militaire
En 1810, Provo Wallis participe à l'invasion de la Guadeloupe, il avait pour mission de protéger les intérêts britanniques dans la région, notamment le commerce et les colonies.
C'est pendant la Guerre de 1812 que Wallis s'est véritablement distingué. En tant que lieutenant en second du HMS Shannon, il a participé à la célèbre bataille contre USS Chesapeake. Après la victoire britannique et la mort du capitaine Philip Broke, Wallis a pris le commandement du navire et l'a ramené victorieux à Halifax. Cette action lui a valu une grande reconnaissance.
Après la Guerre de 1812, Wallis a continué à servir dans la Royal Navy, occupant de nombreux postes de commandement. Il a navigué dans le monde entier, a participé à diverses opérations navales et a acquis une solide réputation de marin compétent et courageux. La victoire remportée lors du Combat de la Shannon et de la Chesapeake a propulsé Wallis au rang de héros national. Sa réputation lui a ouvert les portes de nombreuses opportunités. Il a rapidement gravi les échelons de la hiérarchie navale, occupant des postes de commandement de plus en plus importants. Ces missions successives lui permirent de démontrer ses qualités de marin et de stratège.
Il fut promu aux grades de commandant, puis de capitaine, marquant ainsi une progression constante dans sa carrière. Les années 1840 marquèrent un tournant dans la carrière de Wallis. Il fut nommé aide de camp de la reine Victoria , une marque de reconnaissance exceptionnelle pour un officier de marine. Cette nomination témoignait de l'estime que la couronne portait à ses services. À la fin de cette période, Wallis était déjà considéré comme l'un des officiers les plus expérimentés et les plus respectés de la Royal Navy. Son avenir s'annonçait brillant, et il allait continuer à servir son pays avec distinction pendant de nombreuses années encore.
En 1863, il a été élevé au rang d'amiral. Il a ensuite été nommé à des postes de haut rang.

## Fin de vie
L'amiral Provo Wallis s'est éteint paisiblement à Funtington en Angleterre, le 13 février 1892. Son décès, à l'âge de 100 ans, a été largement relayé par la presse britannique, qui a salué la mémoire de cet illustre marin. Il est inhumé au cimetière Sainte Marie de Funtington.